# Beth Mooney
Bethany Louise Mooney (* 14. Januar 1994 in Shepparton, Australien) ist eine australische Cricketspielerin, die seit 2016 für die australische Nationalmannschaft spielt.

## Kindheit und Ausbildung
Mooney erster Kontakt mit organisiertem Cricket erfolgte, als sie als Achtjährige einsprang, als im Team ihres älteren Bruders ein Spieler fehlte. Nachdem sie mit ihren Eltern nach New South Wales gezogen war, spielte sie zunächst für die Hervey Bay’s Boys’ Cavaliers und während ihres Studiums, was sie später abbrach, für Queensland. Mit 21 wurde sie von diesen und Australien unter Vertrag genommen.

## Aktive Karriere

### Aufstieg in die Weltspitze
Ihr Debüt in der Nationalmannschaft im WTwenty20-Cricket gab sie bei der Tour gegen Indien im Januar 2016. Ihr erstes WODI bestritt sie bei der nachfolgenden Tour in Neuseeland und erzielte dabei in ihrem ersten Spiel ein Half-Century über 53 Runs. Ihr erstes Century gelang ihr mit 100 Runs aus 123 Bällen im Februar 2017 gegen Neuseeland. In der Serie erzielte sie auch zwei weitere Half-Centuries (57 und 69 Runs). Daraufhin wurde sie für den Women’s Cricket World Cup 2017 nominiert und erzielte dort in der Vorrunde gegen die West Indies (70 Runs) und gegen Südafrika (53 Runs) jeweils ein Half-Century. Ihren ersten WTest absolvierte sie  bei der Ashes Tour im November 2017. In der WTwenty20-Serie konnte sie im ersten Spiel ein Fifty über 86* Runs erreichen und wurde als Spielerin des Spiels ausgezeichnet. Im dritten Spiel erzielte sie dann ein Century über 117 Runs aus 70 Bällen. Bei der Tour in Indien im März 2018 konnte sie dann jeweils ein Half-Century in der WODI-Serie (56 Runs) und dem nachfolgenden Drei-Nationen-Turnier erreichen (71 Runs).
Ihre beste Leistung beim ICC Women’s World Twenty20 2018 waren 48 Runs im Eröffnungsspiel gegen Pakistan. Ihr erstes Half-Century im WTest-Cricket erreichte sie im Juli 2019 bei der Tour in England als ihr 51 Runs gelangen. In der zugehörigen WTwenty20-Serie erzielte sie ebenfalls ein Fifty über 54 Runs. Zu Beginn der Saison 2019/20 erzielte sie ein Half Century in der WODI-Serie in den West Indies (56 Runs). In der nachfolgenden Tour gegen Sri Lanka erreichte sie zunächst ein Fifty über 66 Runs in den WODIs, bevor sie im ersten WTwenty20 der Tour ein Century über 113 Runs aus 61 Bällen erzielte und dafür als Spielerin des Spiels ausgezeichnet wurde. In der Vorbereitung zur nächsten Weltmeisterschaft bei einem heimischen WTwenty20-Drei-Nationen-Turnier erzielte sie gegen England zwei Half-Centuries (65 und 50 Runs) und gegen Indien ein weiteres (71 Runs). Beim ICC Women’s T20 World Cup 2020 selbst gelangen ihr in der Vorrunde gegen Bangladesch (81 Runs) und Neuseeland (60 Runs) jeweils ein Half-Century. Im Finale konnte sie dann beim Sieg gegen Indien ein weiteres über 78* Runs erzielen und wurde dafür als Spielerin des Turniers ausgezeichnet.

### Bis heute
Im März 2021 konnte sie bei der WTwenty20-Serie gegen Neuseeland ein Half-Century über 61* Runs erreichen. Bei der Tour gegen Indien im September 2021 konnte sie im zweiten WODI ein Century über 125 Runs aus 133 Bällen erreichen und wurde als Spielerin des Spiels ausgezeichnet. In der Serie konnte sie dann noch ein weiteres Fifty (52 Runs) erreichen, ebenso wie in der folgenden WTwenty20-Serie (61 Runs). Zu Beginn des Jahres 2022 erzielte sie in der WTest-Serie gegen England 63 Runs und in der WODI-Serie 73 Runs und konnte so mit dem Team die Ashes sichern. Beim folgenden Women’s Cricket World Cup 2022 konnte sie dann in der Vorrunde gegen Bangladesch ein Half-Century über 66* Runs erreichen und wurde dafür als Spielerin des Spiels ausgezeichnet. Im Finale gegen England steuerte sie dann ein weiteres über 62 Runs hinzu, und hatte damit wichtigen Anteil am Gewinn des Turniers. Bei den Commonwealth Games 2022 erzielte sie gegen Pakistan ein Fifty über 70* Runs und im Finale gegen Indien mit 61 Runs ein weiteres und hatte so einen wichtigen Anteil am Gewinn des Turniers.